# باشگاه فوتبال یزرک
باشگاه فوتبال یزرک (ارمنی: Ֆուտբոլային Ակումբ Եզերք) یک باشگاه فوتبال در شهر نویمبریان و در کشور ارمنستان می‌باشد که در لیگ برتر فوتبال ارمنستان بازی می‌کرد. زمین خانگی این باشگاه ورزشگاه شهر نویمبریان بود. 

## تاریخچه
این باشگاه در سال ۲۰۰۶ میلادی تأسیس شد اما در ۲۰۰۷ به واسطه مشکلات مالی منحل شد.

## آمار لیگ
| ارمنستان (۲۰۰۶) |              |     |      |     |       |      |        |          |     |        |      |
| فصل             | دسته         | سطح | بازی | برد | تساوی | باخت | گل زده | گل خورده | +/- | امتیاز | مکان |
| ۲۰۰۶            | لیگ دسته اول | ۲   | ۱۸   | ۱   | ۰     | ۱۷   | ۱۲     | ۱۰۳      | -۹۱ | ۳      | 10.  |